# مورفاوية
المورفاوية (الاسم العلمي: Morphini) هي قبيلة من الحشرات تتبع فصيلة الحورائيات من الرتبة حرشفيات الأجنحة.

## عمائر المورفاوية
- المورفينة

## أجناس المورفاوية
- المورفة